# Аколски район
Акколски район (на казахски: Ақкөл ауданы) е съставна част на Акмолинска област, Казахстан, с обща площ 9342 км2 и население 25 680 души (по приблизителна оценка към 1 януари 2020 г.). Мнозинството от населението са руснаци (39,4 %), следвани от казахите (39,1 %) и украинците (6,4 %), германците (6,0 %), и други националности (9,1 %).
Административен център е град Аккол.